# Алексеевка (Угличский район)
Алексеевка — упразднённая деревня в Угличском районе Ярославской области России.

## География
Урочище находится в юго-западной части области, в зоне хвойно-широколиственных лесов, на правом берегу реки Сабли, к востоку от автодороги 78Н-0810, на расстоянии примерно 39 километров (по прямой) к юго-востоку от города Углича, административного центра района.

### Климат
Климат характеризуется как умеренно континентальный, со сравнительно холодной зимой и относительно тёплым летом. Среднегодовая температура воздуха — +3,2 °C. Средняя температура воздуха самого холодного месяца (января) — −10,8 °C (абсолютный минимум — −46 °C); самого тёплого месяца (июля) — +17,6 °C (абсолютный максимум — +35 °C). Вегетационный период длится около 165—170 дней. Годовое количество атмосферных осадков составляет 600—700 мм, из которых большая часть выпадает в тёплый период. Снежный покров держится в среднем 150 дней.

## История
В «Списке населенных мест Ярославской губернии по сведениям 1859 года» населённый пункт упомянут как владельческое сельцо Алексеевское Угличского уезда, расположенное при речке Сабле, в 43 верстах от уездного города. В сельце насчитывалось 7 дворов и проживал 81 человек (34 мужчины и 47 женщин).
По состоянию на 1914 год, в Алексеевском проживало 27 человек. В административном отношении сельцо входило в состав Сигорской волости.
По состоянию на 1 июля 1975 года входила в состав Путчинского сельсовета Переславского района.